# 1998 WX9
1998 WX9  är en trojansk asteroid i Jupiters lagrangepunkt L4. Den upptäcktes 18 november 1998 av LINEAR i Socorro County, New Mexico.
Asteroiden har en diameter på ungefär 21 kilometer.